# Tressé
Tressé är en kommun i departementet Ille-et-Vilaine i regionen Bretagne i nordvästra Frankrike. Kommunen ligger i kantonen Combourg som tillhör arrondissementet Saint-Malo. År 2018 hade Tressé 412 invånare.

## Befolkningsutveckling
Antalet invånare i kommunen Tressé
Referens:INSEE